# Croton coccymelophyllus
Espèce
Croton coccymelophyllus est une espèce de plantes à fleurs du genre Croton et de la famille des Euphorbiaceae, présente dans les Petites îles de la Sonde, aux Moluques et en Nouvelle-Guinée.
Il a pour synonyme :
- Croton prunifolius, Airy Shaw, 1978